# Dipsacomyces acuminosporus
Dipsacomyces acuminosporus är en svampart som beskrevs av R.K. Benj. 1961. Dipsacomyces acuminosporus ingår i släktet Dipsacomyces och familjen Kickxellaceae.   Inga underarter finns listade i Catalogue of Life.